# Rif
Ne doit pas être confondu avec Riff ou Rift.
Pour les articles homonymes, voir Rif (homonymie).
 (décembre 2014).
Si vous disposez d'ouvrages ou d'articles de référence ou si vous connaissez des sites web de qualité traitant du thème abordé ici, merci de compléter l'article en donnant les références utiles à sa vérifiabilité et en les liant à la section « Notes et références ».
Le Rif — en rifain : ⴰⵔⵔⵉⴼ, Arrif  ; en arabe : ar-Rif —, est la région septentrionale du Maroc, bordée par la mer Méditerranée au nord, l'Algérie à l'est, les plaines le séparant du Moyen Atlas au sud et l'océan Atlantique à l'ouest. Composé de montagnes et de plaines, le Rif s'étend sur près de 350 km de Tanger jusqu'à la Moulouya.
Dans le cadre de l'organisation territoriale du Maroc, son territoire fait partie de trois régions administratives : Oriental (appartiennent au Rif les provinces de Nador, Driouch et les moitiés nord des provinces de Guercif et Taourirt), Tanger-Tétouan-Al Hoceïma (l'ensemble de la région appartient au Rif), Fès-Meknès (appartiennent au Rif la moitié nord de la province de Taza et la province de Taounate).

## Toponymie
Le terme Rif trouve son origine dans le latin ripa, signifiant « rive, rivage ou côte ». Par ailleurs, en langue amazighe, le mot Rif possède une signification similaire, renvoyant également à l’idée de bord de mer ou de région côtière.
Le mot latin ripa a été emprunté par l'arabe sous la forme ar-rīf (الريف). Toutefois, il a connu une évolution sémantique en arabe, où il ne désigne plus uniquement les zones côtières, mais s’étend à l’idée de « campagne » ou de « région rurale ». Cette transformation de sens peut être attribuée à l’importance des terres fertiles situées à proximité des rivières et des littoraux, notamment dans des régions comme l’Égypte, où ar-rīf fait référence aux zones agricoles du delta du Nil.

## Géographie

### Situation, topographie

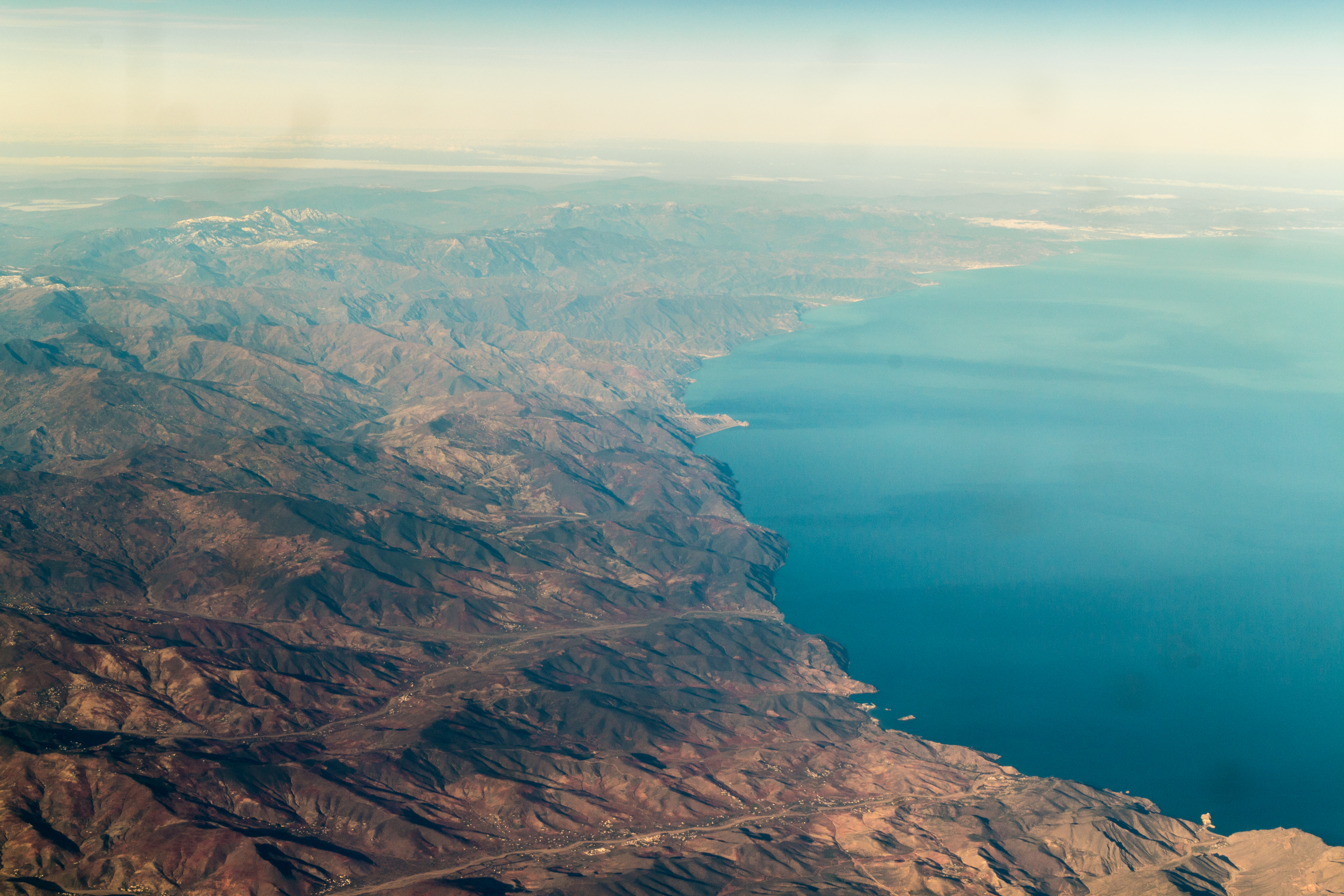
Montagnes du Rif depuis le ciel.

Le Rif peut être subdivisé en trois parties :
- le Rif occidental qui s'étend de la péninsule Tingitane jusqu'à la petite région de Ketama. Le territoire y est très accidenté avec de grandes montagnes et le climat est doux avec de fortes précipitations durant l'hiver. Les principales villes du Rif occidental sont Tanger, Tétouan et Chefchaouen ;
- le Rif central qui s'étend de la région des Sanhadja de Srayr jusqu'aux environs de l'oued Kert. Les principales villes de cette région sont Al Hoceïma, Targuist, Imzouren, Ketama et Taounate. Le territoire y est très accidenté avec de très hautes montagnes pouvant parfois même dépasser les 2 400 mètres d'altitude (djebel Tidirhine). Les monts sont généralement enneigés en hiver et ce jusqu'aux mois de mars-avril ;
- le Rif oriental qui s'étend de l'oued Kert (Ait Said) jusqu'à la frontière algéro-marocaine. Les principales villes sont Nador, Al Aroui, Zeghanghane, Selouane, Zaïo et Ras El Ma. Le territoire est relativement plat, avec de grandes plaines notamment au sud de Nador. Les montagnes n'y sont pas très hautes comparées à la partie ouest du Rif et excepté les monts Gourougou et de Kebdana, il n'y a plus de grands reliefs.

### Hydrologie
Le Rif est irrigué par la Moulouya, qui traverse dans le sens sud-ouest/nord-est la moitié de la longueur du Maroc depuis Tounfite jusqu'à Kebdana à une dizaine de kilomètres de la frontière algérienne.
La Moulouya porte le barrage Mohamed V, qui alimente une usine hydroélectrique de 85 GWh et retient en principe 650 millions de m3, capacité réduite de moitié à cause de l'envasement. Son principal affluent de rive droite, le Za, porte le barrage Hassan II.

### Géologie
Nées de la collision des plaques continentales d'Afrique et d'Europe, les montagnes rifaines font écho aux sierras andalouses.
L'argile et le schiste dominent, donnant des reliefs progressifs et arrondis. Quelques massifs calcaires abritent de superbes canyons (région de Tahar-Souk notamment).
En 2004, un violent tremblement de terre a dévasté les environs d'Al Hoceima.

### Climat et végétation

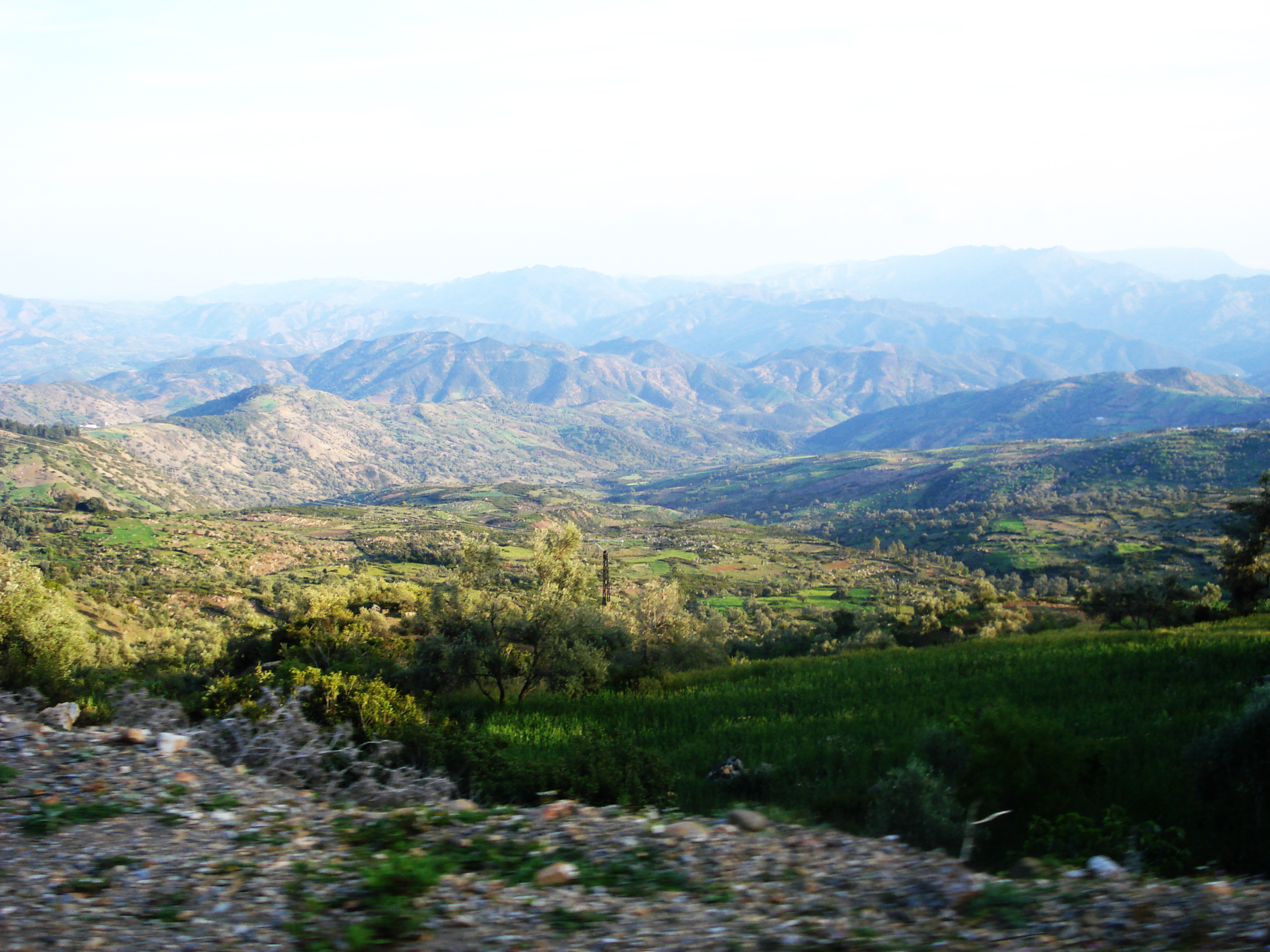
Partie centrale du Rif.

Les parties occidentale et centrale, exposées à la fois aux perturbations océaniques et méditerranéennes, sont très arrosées (jusqu'à 2 000 mm d'eau par an vers Ketama chez les Sanhadja de Srayr), avec un enneigement prolongé au-dessus de 1 800 mètres d'altitude (le djebel Tidirhine est généralement enneigé de novembre à mars).
Le cèdre, arbre exigeant en eau et en lumière, forme de vastes forêts au-dessus de 1 500 mètres, le sapin s'étend sur une surface de 3 500 hectares au parc national de Talassemtane, à Tissuka et Tassaout près de Chefchaouen (Chaouen). Plus bas, c'est le domaine du chêne vert, et plus à l'est, résistant à la sècheresse, celui du pin.
La culture du cannabis est intensive dans la partie centrale du Rif, entre Chefchaouen et Temsaman.

## Histoire
Le Rif compte de nombreux sites préhistoriques et protohistoriques, notamment des habitats récemment étudiés par des missions archéologiques.
Entre le début du VIIIe siècle et le début du XIe siècle, le royaume de Nekor occupait une partie du Rif, autour de la baie d'Alhoceima.
Dès la chute du royaume de Nekor, le Rif fut sous le contrôle des différentes dynasties qui gouvernèrent le Maroc, et les côtes subissent régulièrement les assauts espagnols et portugais dès le XVe siècle.
En mars 1912, la France place l'Empire chérifien sous « protection », et accorde le Nord du pays, dont une grande partie du Rif, à l'Espagne. 

### Protohistoire et Préhistoire
Le Rif, tout comme le reste de l'Afrique du Nord, est habité par des hominidés depuis plus de 500 000 ans.
Les époques moustérienne (120 000-40 000) et atérienne (60 000-40 000) marquent cette région du monde. Plus de 300 sites préhistoriques et protohistoriques ont été mis au jour. Dans une grotte dans la commune d’Afsou, à environ 50 km au sud de la ville de Nador, l’abri d’Ifri n’Ammar livre une chronostratigraphie surprenante, notamment une alternance de « cultures moustériennes et atériennes ». La grotte préhistorique témoigne d’un potentiel archéologique et d’une séquence stratigraphique de plus de six mètres de profondeur. Les vestiges appartiennent aux cultures du Paléolithique moyen et du Paléolithique supérieur.
Autour de 20000 av. J.-C. apparaît l'Ibéromaurusien dont on retrouve énormément de traces.

### L’Armée rifaine du XVIIᵉ au XXᵉ siècle
L’armée rifaine, créée en 1678 par le sultan alaouite Moulay Ismaïl, était composée de guerriers issus de différentes tribus berbères du Rif et avait pour mission principale de libérer les villes côtières du nord-ouest du Maroc occupées par les puissances européennes. Le caïd Amar n-Haddou Abittouy recruta les combattants parmi les Temsamane, Aït Saïd, Aït Touzine, Aït Ouriaghel, Iboqayen, Igzenayen, Aït Ammart et Iqer’ayen. La première grande victoire eut lieu en 1681 avec la reprise de Mehdia aux Espagnols, suivie en 1684 par la reconquête de Tanger, alors aux mains des Anglais, où le caïd Ali n-Abdallah Ar-Rifi fut nommé pacha. En 1690, Larache fut reprise après un long siège et repeuplée par des soldats rifains, puis Assilah en 1691, également réoccupée par les Rifains après l’évacuation espagnole. Le siège de Ceuta, mené de 1694 à 1727, échoua malgré l’ampleur des moyens déployés, et la mort du sultan entraîna l’abandon de l’opération. À Tanger, une administration rifaine fut installée et consolidée par la famille des Tarwa n-Abdsadaq qui conserva la pachat pendant plusieurs générations. Sous Mohammed III, l’armée rifaine fut renforcée et bien organisée, participant notamment au siège infructueux de Melilla en 1774-1775. Cependant, à partir du XIXᵉ siècle, son influence déclina à cause des révoltes dans le Rif et du refus des sultans de moderniser cette armée jugée trop puissante. Peu à peu marginalisée, elle perdit ses effectifs et son rôle politique, jusqu’à disparaître officiellement en 1912 avec l’instauration du Protectorat franco-espagnol qui mit fin à son existence autonome.

### La guerre du Rif
Abdelkrim al-Khattabi, originaire du petit village d'Ajdir de la tribu d'Aït Ouriaghel, fut enseignant et journaliste à Mritch, ville où il travaillait avec les Espagnols. Il était instruit selon les rites islamiques traditionnels et enseignait aux Espagnols la langue arabe. Il pensait ainsi faire rapprocher les deux peuples culturellement. Mais découvrant les travaux forcés dans les mines rifaines qui alimentaient l'industrie militaire espagnole, et les travaux forcés dans les champs, Abdelkrim retourne dans son village natal pour soulever les tribus rifaines et entamer la Résistance et la rébellion pour un peuple souverain.

Drapeau de l’ancienne république du Rif.

En 1921, la tribu berbère des Aït Ouriaghel, sous la conduite du jeune Abd El Krim, suivie par le reste des tribus du Rif, se soulève contre les Espagnols. Le général Manuel Fernández Silvestre dispose alors d'une puissante armée, forte de 60 000 soldats espagnols, pour contrer la guérilla rifaine. En juillet, l'armée de Fernández Silvestre est écrasée lors de la bataille d'Anoual (12 000 morts). Face à cette défaite, le général se suicide.
En juillet 1921, Abd El Krim proclame la République confédérée des Tribus du Rif. Les Rifains espèrent alors rallier les tribus de la zone sous protectorat français. L'Espagne mène une guerre intensive contre les tribus du Rif sans succès décisif.
En 1925, Moulay Moh'and lance une offensive vers le sud contre les forces françaises du général Lyautey, qui sont battues et doivent se replier sur Fès et Taza. Paris envoie alors Philippe Pétain en lui accordant les moyens qui avaient été refusés à Lyautey. Le vainqueur de Verdun, allié au général Primo de Rivera, lance une vaste offensive. Le conflit, extrêmement dur, pousse les hommes d'Abd El Krim à demander à leur chef d'engager des négociations.

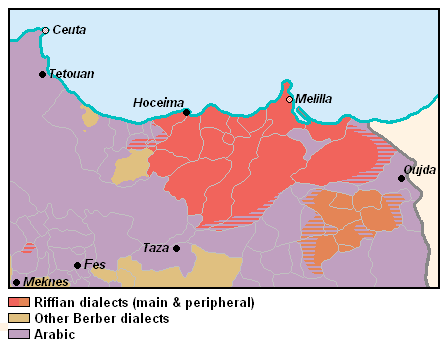
Carte linguistique du Nord-Est du Maroc ; en rouge les tribus parlant rifain.

Des pourparlers s'engagent à Oujda mais, face à l'intransigeance des Français et des Espagnols, Abd El Krim est contraint à la reddition et est exilé à La Réunion pendant 20 ans. Autorisé à se rendre en France, il rejoint Marseille d'où il parviendra à s'échapper et à rejoindre Le Caire en Égypte, où il meurt en 1963.
La promotion 1924-1926 de l'École spéciale militaire de Saint-Cyr porte le nom de « promotion du Rif ».

### De la fin des protectorats à aujourd'hui

#### Armée de libération nationale (ALN)
Profitant de la proximité de la zone espagnole et de la protection de Cheikh Messaoud Ababou, l’ALN est en mesure de s’entrainer en plein territoire des Asht Assem des Igzennayen de 1954 à son premier coup d’éclat, l’attaque simultanée de trois bureaux indigènes (Boured, Tizi Ouasli, Imouzzer Marmoucha) dont la principale à Boured le 2 octobre 1955. C'est le commencement de la guerre d'indépendance aussi appelée « deuxième guerre du Rif »,.
L’ALN a été fondée politiquement par des gens de tout le Maroc (Abbas, Khatib, etc.) ; le chef des opérations était Hassan Zkriti (Igzennayen), le chef militaire Mohamed Ghabouchi (Igzennayen) et le coordinateur front nord (principalement depuis Nador) était Abbas Messaâdi. Cependant l’immense majorité de ses troupes combattantes et ses commandants (Mohamed Ghabbouchi, Hassan Zkriti, Massoud Akjoud, Akoudad, etc.) étaient issus du Rif central, Ait Ammart et dans une moindre mesure Ait Ouriaghel,,,. À son plus fort, elle est composée de près de 5 000 hommes.
Le 29 mars 1956, l'ALN annonce, sur demande du sultan Mohammed V, seule autorité qu'elle reconnaît et au nom de laquelle elle se bat, la fin des combats pour l'indépendance.

#### Révolte du Rif
En 1958-1959 a lieu la révolte du Rif, une série d'événements qui conduisent à une intervention d'un bataillon des FAR en territoire Beni Ouriaghel à partir du 2 janvier 1959.

#### Coup d'État de Skhirat
Après l'indépendance de nombreux Rifains s'engagent au sein des Forces armées royales. Ainsi, en 2023, le plus haut grade octroyé dans l'histoire des FAR est celui de maréchal, son seul détenteur étant le maréchal Meziane, originaire de Beni Ensar dans le Rif oriental. Quant au plus jeune officier supérieur, hors famille royale, de l'histoire des FAR il s'agit du lieutenant-colonel M'hamed Ababou originaire de Boured dans le Rif central.
Ce coup d'État est mené par le général Mohamed Medbouh (fils du caïd Mebouh), instigateur devant dégarnir la garde du palais, les lieutenants-colonels Mohamed et M'hamed Ababou (fils de Cheikh Mohand ben Messaoud Ababou), tous issus de la tribu rifaine des Igzennayen, chargés d'investir avec leurs troupes le palais et de s’emparer des points stratégiques de Rabat. L'opération mobilise 1 400 cadets de l'École militaire des sous-officiers d'Ahermoumou.

#### Une terre d'émigration
La pauvreté de la région contraint des dizaines de milliers de Rifains à se rendre chaque année en Oranie française pour y travailler la vigne. La guerre d'Algérie ralentit puis interdit cette source de revenus, augmentant la misère de la région.
Cette même pauvreté contraint la population à une émigration massive vers des pays européens pour travailler tout d'abord dans les houillères du Nord de la France et dans celles de Belgique, puis aux Pays-Bas et plus récemment en Espagne. Cette émigration permet, en dépit de l'isolement de cette région, une amélioration relative des conditions de vie des populations locales. Ainsi, les quelque 1,5 million de Marocains installés au Benelux et dans le Nord-Pas-de-Calais en 2015 sont en majorité rifains.

#### Contestation Populaire à Al Hoceïma
La crise sociale que connaît la région engendre un mouvement de contestation populaire à Al Hoceïma d'octobre 2016 à août 2017.

### Mouvements indépendantistes rifains en exil
En 2014, Saïd Chaou, ancien député marocain vivant aux Pays-Bas, fonde le Mouvement du 18 septembre pour l’indépendance du Rif. Ce mouvement prône la création d’un « gouvernement rifain en exil » et d’une assemblée constituante représentant les différentes tribus du nord du Maroc. Toutefois, ce mouvement reste peu suivi dans la région même.
En septembre 2023, un groupe dissident crée le Parti national du Rif (PNR), proclamant la république du Rif depuis Bruxelles, puis ouvrant une représentation à Alger. Son président, Yuba El Ghadioui, déclare que « la république du Rif n’a jamais fait partie du Maroc » et compare la situation du Rif à celle du Sahara occidental. Il accuse le « Makhzen » marocain d’être un système colonial et appelle à la solidarité internationale. Le PNR reçoit un certain soutien de l’Algérie, ce qui a suscité des tensions diplomatiques entre Rabat et Alger. En novembre 2024, une rencontre internationale du PNR se tient à Alger avec des représentants de pays africains et du Front Polisario, appelant à reconnaître la république du Rif comme un territoire occupé. Une autre rencontre a lieu en mai 2025 à Utrecht, aux Pays-Bas, avec des membres de la diaspora rifaine.
Toutefois, ces mouvements indépendantistes sont largement minoritaires, tant en diaspora que dans la région du Rif elle-même, où les revendications sociales et économiques portées par le mouvement du Hirak en 2016-2017 restaient majoritairement réformistes et non séparatistes. De nombreuses voix rifaines, y compris au sein de la diaspora, rejettent l’instrumentalisation politique étrangère de la cause rifaine et prônent une solution démocratique et nationale.

## Économie
L'économie de la région du Rif est basée essentiellement sur :
- les revenus des Rifains résidant à l'étranger[réf. nécessaire] ;
- la culture de cannabis[21] ; la commercialisation du haschisch est étroitement liée à l'émigration rifaine, avec Anvers et Rotterdam pour plaque tournante[8] ;
- la contrebande à Nador avec les enclaves espagnoles de Melilla et Ceuta[réf. nécessaire] ;
- les dépôts bancaires liquides dont la région est la 2e place après la région de Casablanca[réf. nécessaire].